# 田依甯
昝依甯（1994年6月28日—），藝名田依甯，台灣女藝人，為前籃球國手昝家驤女兒。

2010年參加Channel V的《美少女時代》節目出道，成為該節目固定成員。

2011年參加Men's uno超級名模大賽奪得「華娛衛視最有潛力電視新秀獎」。之後應家人要求回歸課業專注完成研究所學位。

2020年重新出發，參加《全球城市小姐(先生)暨全球城市形象大使選拔》，獲得大中華區-最佳魅力獎，隔年開始主持華視《莒光園地-認識我們的榮光》和零星廣告、戲劇、模特兒演出。

2021年底加入體育競技實境節目《全明星運動會》第三季總冠軍藍隊Dream Blue，選秀時期雖以吊車尾成績進入藍3，最後卻拿下一座個人MVP和當季最佳進步獎完賽，並被名主播徐展元喻為節目史上練習最認真的藝人選手而受到矚目。

2024年底，田依甯在父親鼓勵下開始練習射箭，歷經八個月苦練反曲弓，成功達標奧運等級70公尺的標準比賽距離。

2025年報名參加「2025雙北世界壯年運動會」（World Masters Games），成為賽會最年輕的參賽者之一。她的參賽消息獲多家主流媒體報導關注，並被視為演藝圈少見跨足正式競技體育的女藝人代表，更獲2025世壯運執委會盤點為「本屆女神級選手」，於開賽後人氣與實力兼具。在與曾經奪得奧運銅牌國手進行PK時，更一度以2:0領先對手，展現不容小覷的競技實力。

## 影视作品

### 電視戲劇/網路戲劇
| 日期   | 播出頻道   | 劇名                       | 飾演           | 備註                        |
| ------ | ---------- | -------------------------- | -------------- | --------------------------- |
| 2020年 | 東森戲劇台 | 姊妹們追吧                 | 健身房會員     | 客串                        |
| 2021年 | 華視       | 090號餐酒館                | 吳小湄         | 莒光園地保防系列影集-女配角 |
| 2021年 | 華視       | 「震撼」                   | 林瑩珊         | 莒光園地英雄偶像劇-女主角   |
| 2021年 | 華視       | 「一切包在我身上」         | 廖曉薇         | 莒光園地權保單元劇-女配角   |
| 2021年 | 華視       | 「界線」                   | 營輔導長邱怡君 | 莒光園地軍紀單元劇-女配角   |
| 2021年 | Netflix    | 比悲傷更悲傷的故事：影集版 | 工作人員       | 客串                        |
| 2022年 | 公視       | 「那年凜冬」               | 我的妻子       | 學生劇展-客串               |

### 電視廣告
- 2020- 「桂格得意的一天」-料理油
- 2020- 「瑞智社會福利基金會」
- 2020- 「嘉儀家品」智能家電
- 2020- 「中悅美樹花園」建案
- 2020- 「桂格養氣人參雞精」
- 2020- 「京懋一號」建案]

### 電視節目
- 2010Channel V
  - 《美少女時代》(昝妹)
- 2016騰訊中國韓菲詩最強女團

## 劇場作品

### 舞台劇
| 日期   | 劇團     | 劇名       | 備註         |
| ------ | -------- | ---------- | ------------ |
| 2021年 | 光源劇場 | 童話秀逗秀 | 蕭言中的妹妹 |

## 主持作品
- 2014《重慶辣油》[11]
- 2018《全新世代BMWX5發表會 暨跨界講座》
- 2019《BMW M力量/品味/生活講座》
- 2020《LG Velvet手機達人訓活動》
- 2021《舞台劇-童話秀逗秀]記者會》
- 2021《華視國軍戰力強- 認識我們的榮光》

## 節目出演
- 《紅白紅白我勝利》 (台視)
- 《綜藝大熱門》 (三立都會台)
- 《姊妹淘心話》 (緯來綜合台)
- 《爸媽冏很大》 (公視)
- 《國光幫幫忙》 (三立都會台)
- 《全明星運動會》 (三立都會台、台視)[12]
- 《小明星大跟班》 (中天綜合台)
- 《歡樂智多星》（衛視中文台）
- 《綜藝大集合》 (民視)

## 平面作品
- 2011《Men’s uno雜誌 PARDA秋裝》
- 2015《Lativ新品系列》
- 2017《中國藍新品系列》

## 公益活動
- 名人公益畫展為家扶獻畫募學費 （页面存档备份，存于） 》

- 田依甯愛心畫作編號17 （页面存档备份，存于）

- 健康走愛長久心智障礙者社會融合健走闖關活動 （页面存档备份，存于）

- 名人愛獻館拍賣起跑！蔡依林捐珍藏包守護心智障礙家庭 （页面存档备份，存于）

## 獎項
- 2011 Men’s uno超級名模大賽 「華娛衛視最有潛力電視新秀獎」
- 2020 城市小姐 「台北市第一名」
- 2020 全球城市小姐 「台灣賽區第三名」[13]
- 2022全明星運動會3「EP. 15 MVP/第十五集最有價值運動選手」
- 2022全明星運動會3「年度最佳進步獎」
- 台北市立大學運動藝術學系113年度傑出系友

## 外部連結
- 田依甯的Facebook專頁
- 田依甯的Instagram帳戶
- 田依甯粉絲後援會的Instagram帳戶